# Новопетровка Первая
Новопетровка Первая (укр. Новопетрівка Перша) — село, относится к Ширяевскому району Одесской области Украины.
Население по переписи 2001 года составляло 267 человек. Почтовый индекс — 66864. Телефонный код — 4858. Занимает площадь 0,46 км². Код КОАТУУ — 5125483602.

## Местный совет
66863, Одесская обл., Ширяевский р-н, с. Новоелизаветовка, ул. Чкалова, 51